# Justicia seslerioides
Justicia seslerioides är en akantusväxtart som beskrevs av Spencer Le Marchant Moore. Justicia seslerioides ingår i släktet Justicia och familjen akantusväxter. Inga underarter finns listade i Catalogue of Life.